# II Волопаса
II Волопаса (лат. II Boötis) — одиночная переменная звезда в созвездии Волопаса на расстоянии (вычисленном из значения параллакса) приблизительно 18282 световых лет (около 5605 парсеков) от Солнца. Видимая звёздная величина звезды — от +14m до +12,8m.

## Характеристики
II Волопаса — жёлто-белая пульсирующая переменная звезда типа RR Лиры (RRAB) спектрального класса F. Эффективная температура — около 6843 K.